# Ministère de la Justice (Luxembourg)
Pour les autres articles nationaux ou selon les autres juridictions, voir ministère de la Justice.
Le ministère de la Justice (en allemand : Ministerium der Justiz et en luxembourgeois : Justizministère) est le département ministériel responsable des affaires civiles, pénales et commerciales ainsi que de l'organisation judiciaire et des établissements pénitentiaires du Luxembourg.
Il est dirigé depuis le 17 novembre 2023 par la ministre de la Justice Elisabeth Margue (CSV).
Le siège central du ministère se trouve au Centre administratif Pierre-Werner, situé au 13 rue Érasme, à Luxembourg.

## Histoire
Le ministère de la Justice est l'autorité de tutelle de l'administration pénitentiaire de Luxembourg.

## Titulaires depuis 1853
| Nom | Nom | Nom                                                | Dates du mandat | Dates du mandat | Parti   | Gouvernement(s)                                              |
| --- | --- | -------------------------------------------------- | --------------- | --------------- | ------- | ------------------------------------------------------------ |
| Administration générale des Affaires étrangères, de la Justice et des Cultes (01/01/1848 – 22/09/1853) | |                                                    |                 |                 |         |                                                              |
| | | François-Xavier Wurth-Paquet                       | 22/09/1853      | 21/05/1856      | Sans    | Simons                                                       |
| | | Charles-Gérard Eyschen                             | 21/05/1856      | 28/11/1857      | Sans    | Simons                                                       |
| | | Guillaume-Mathias Augustin                         | 28/11/1857      | 23/06/1859      | Sans    | Simons                                                       |
| | | Charles-Mathias Simons (Président du gouvernement) | 23/06/1859      | 15/07/1859      | Sans    | Simons                                                       |
| Direction générale de l'Intérieur et de la Justice (15/07/1859 – 31/03/1864)                           | |                                                    |                 |                 |         |                                                              |
| | | Henri Vannérus                                     | 31/03/1864      | 03/12/1866      | Sans    | Tornaco                                                      |
| | | Léon de La Fontaine                                | 03/12/1866      | 18/06/1867      | Sans    | Tornaco                                                      |
| | | Henri Vannérus                                     | 03/12/1867      | 26/12/1874      | Sans    | Servais                                                      |
| | | Alphonse Funck                                     | 26/12/1874      | 19/04/1876      | Sans    | Blochausen                                                   |
| | | Paul Eyschen                                       | 07/07/1876      | 22/09/1888      | Sans    | Blochausen Thilges                                           |
| Direction générale des Affaires étrangères (22/09/1888 – 03/03/1915)                                   | |                                                    |                 |                 |         |                                                              |
| | | Victor Thorn                                       | 03/03/1915      | 06/11/1915      | Sans    | Eyschen Mongenast                                            |
| | | Jean-Baptiste Sax                                  | 06/11/1915      | 24/02/1916      | RP      | Loutsch                                                      |
| Direction générale des Affaires étrangères et de la Justice (24/02/1916 – 18/06/1917)                  | |                                                    |                 |                 |         |                                                              |
| | | Léon Moutrier                                      | 18/06/1917      | 28/09/1918      | LL      | Kauffman                                                     |
| | | Auguste Liesch                                     | 28/09/1918      | 15/04/1921      | LL      | Reuter                                                       |
| | | Guillaume Leidenbach                               | 15/04/1921      | 14/04/1923      | RP      | Reuter                                                       |
| | | Joseph Bech                                        | 14/04/1923      | 19/03/1925      | RP      | Reuter                                                       |
| | | Norbert Dumont                                     | 19/03/1925      | 24/12/1936      | RSP     | Prüm Bech                                                    |
| | | Étienne Schmit                                     | 24/12/1936      | 05/11/1937      | RLP     | Bech                                                         |
| | | René Blum (lb)                                     | 05/11/1937      | 06/04/1940      | AP      | Dupong-Krier                                                 |
| | | Victor Bodson                                      | 06/04/1940      | 01/03/1947      | AP LSAP | Dupong-Krier Gouvernement en exil Libération Union nationale |
| | | Eugène Schaus                                      | 01/03/1947      | 03/07/1951      | GDP     | Dupong-Schaus                                                |
| | | Victor Bodson                                      | 03/07/1951      | 02/03/1959      | LSAP    | Dupong-Bodson Bech-Bodson Frieden                            |
| | | Pierre Werner (Premier ministre)                   | 02/03/1959      | 03/01/1967      | CSV     | Werner-Schaus I Werner-Cravatte                              |
| | | Jean Dupong (lb)                                   | 03/01/1967      | 01/02/1969      | CSV     | Werner-Cravatte                                              |
| | | Eugène Schaus (Vice-Premier ministre)              | 01/02/1969      | 15/06/1974      | DP      | Werner-Schaus II                                             |
| | | Robert Krieps                                      | 15/06/1974      | 16/07/1979      | LSAP    | Thorn-Vouel-Berg                                             |
| | | Gaston Thorn (Vice-Premier ministre)               | 16/07/1979      | 22/11/1980      | DP      | Werner-Thorn-Flesch                                          |
| | | Colette Flesch (Vice-Première ministre)            | 22/11/1980      | 20/07/1984      | DP      | Werner-Thorn-Flesch                                          |
| | | Robert Krieps                                      | 20/07/1984      | 14/07/1989      | LSAP    | Santer-Poos I                                                |
| | | Marc Fischbach                                     | 14/07/1989      | 30/01/1998      | LSAP    | Santer-Poos II et III Juncker-Poos I et II                   |
| | | Luc Frieden                                        | 30/01/1998      | 23/07/2009      | CSV     | Juncker-Poos II Juncker-Polfer Juncker-Asselborn I           |
| | | François Biltgen                                   | 23/07/2009      | 04/12/2013      | CSV     | Juncker-Asselborn II                                         |
| | | Félix Braz (Vice-Premier ministre)                 | 04/12/2013      | 06/09/2019      | Gréng   | Bettel I et II                                               |
| | | Sam Tanson                                         | 11/10/2019      | 17/11/2023      | Gréng   | Bettel II                                                    |
| | | Elisabeth Margue                                   | 17/11/2023      | En fonction     | CSV     | Frieden                                                      |
| | Dans l'intervalle entre deux mandats, le ministre sortant assure la gestion des affaires courantes. Titres successifs : - Depuis 1936 : ministère de la Justice |                                                    |                 |                 |         |                                                              |